# Otto Büchner (Musiker)
Otto Büchner (* 10. September 1924 in Nürnberg; † 28. September 2008 in München) war ein deutscher Geiger und Musikpädagoge.

## Leben
Otto Büchner erhielt nach autodidaktischen Anfängen mit neun Jahren den ersten Geigenunterricht. Ab 1936 wurde er Jungstudent am Städtischen Konservatorium der Musik in Nürnberg (heute Musikhochschule Nürnberg) bei Hans Daucher, einem Schüler von Eugène Ysaye. 1943 erwarb er dort die Reifeprüfung mit „Notenstufe I = Weit über gut hinausgehend; hervorragend“. Bis 1944 schloss sich ein Meisterklassenstudium  bei Váša Příhoda an der Musikhochschule München an. Im selben Jahr errang er den ersten Preis beim „Wettbewerb der deutschen Nachwuchssolisten“ in Prag mit Paganinis Violinkonzert Nr. 1 op. 6. Büchners durch Zeugnisse nachgewiesenes und amtlich anerkanntes geigerisches Talent bewahrte ihn vor dem Kriegseinsatz – ersatzweise wurde er zum Arbeitseinsatz in einer Motorenfabrik verpflichtet.
Mit 21 Jahren trat er die Stelle als 1. Konzertmeister der Bamberger Symphoniker (damals noch „Bamberger Tonkünstlerorchester“) an. Im früheren Prager Streichquartett des nach Bamberg übersiedelten Deutschen Philharmonischen Orchesters Prag, zunächst als Bamberger Streichquartett fortgeführt, später als Koeckert-Quartett etabliert, vertrat er Rudolf Koeckert, bis dieser aus der Kriegsgefangenschaft zurückgekehrt war. Sein Solorepertoire mit den Bamberger Symphonikern umfasste auch die großen Violinkonzerte: Beethovens Violinkonzert op. 61, Mendelssohns Violinkonzert e-Moll, das Violinkonzert op. 77 von Brahms und das 1. Violinkonzert von Bruch sowie das  Violinkonzert in einem Satz von Hans Pfitzner. Konzertreisen mit dem Orchester führten ihn durch Europa, nach Amerika, Mexiko und Kuba. Daneben unterrichtete er von 1955 bis 1957 Violine und Kammermusik am Konservatorium Nürnberg.
1957 folgte er dem Ruf durch Ferenc Fricsay an die Bayerische Staatsoper München als koordinierter erster Konzertmeister im Bayerischen Staatsorchester. Zeitgleich wurde ihm eine nebenamtliche Lehrtätigkeit an der Musikhochschule München übertragen.
Die „Ära Karl Richter“ in Büchners musikalischer Laufbahn begann 1959. Er wurde Konzertmeister mit Soloverpflichtung im Münchener Bach-Orchester, Duo- und Kammermusikpartner von Richter und seinen Ensembles und wirkte bei zahlreichen Schallplatten- und Fernsehaufnahmen mit. Aus der intensiven Zusammenarbeit erwuchs auch eine persönliche Freundschaft bis zu Richters Tod im Jahr 1981. Mit dem ersten Satz aus dem Brandenburgischen Konzert Nr. 2 mit dem Münchener Bach-Orchester und Karl Richter ist Büchner auch als Solist auf den Voyager Golden Records vertreten, die 1977 von der NASA ins All geschickt wurden.
An der Musikhochschule München wurde er nach vier Jahren 1961 zum außerordentlichen Professor, 1967 zum ordentlichen Professor ernannt. Mit dem von ihm gegründeten Münchener Streichquartett unternahm er 1963 eine Konzertreise nach Afrika. Seine Lehrtätigkeit endete 1984 mit der vorzeitigen Emeritierung aus gesundheitlichen Gründen.
Zeit seines aktiven Lebens pflegte er sportliche Hobbys wie Tennis, Fußball, Skifahren, Wandern, auch Zaubern. Mit seiner Violinklasse an der Musikhochschule veranstaltete er gelegentlich private, die Zusammengehörigkeit fördernde Leichtathletik-Wettbewerbe, bei denen er sich mit den Studenten durchaus messen konnte.
In späteren Jahren litt Büchner lange Zeit unter immer schwereren Depressionen, lebte in der Folge zurückgezogen. Bis fast an sein Lebensende boten ihm Quartettabende mit Freunden Ruheinseln. Seine letzte Ruhestätte fand er im Waldfriedhof Haar bei München.

## Bach-Spiel mit dem Rundbogen

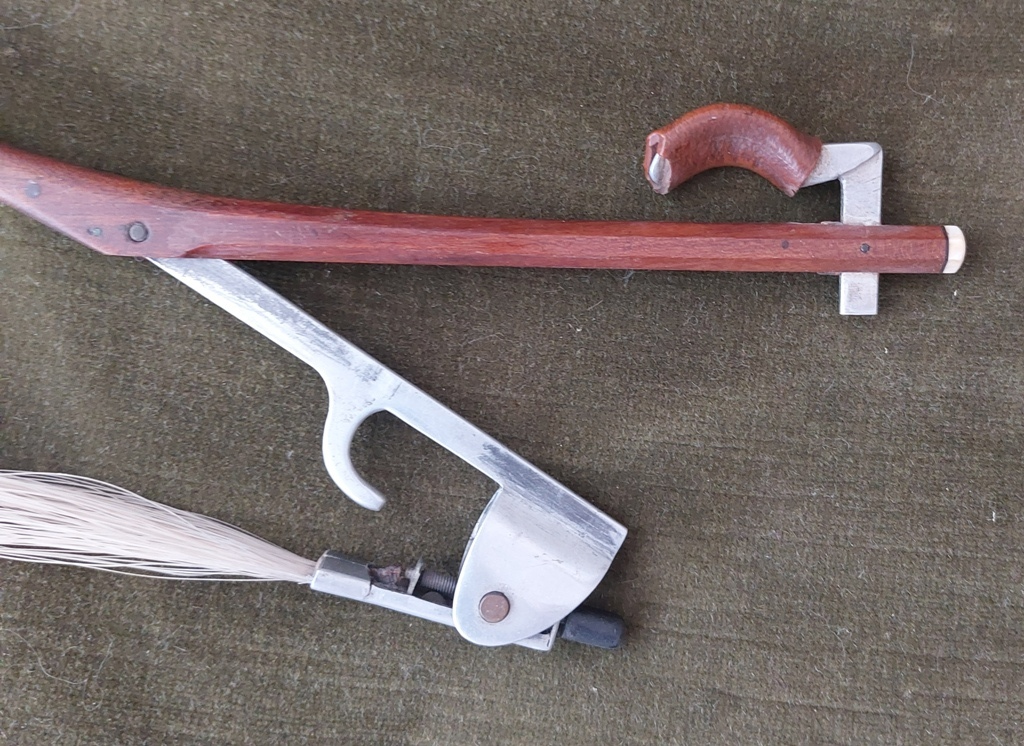
Der Frosch von Büchners Rundbogen

Angeregt durch Albert Schweitzers Bach-Buch, befasste er sich mit dem Rundbogen (Bauweise Rolph Schroeder). Daraus ergab sich ein kurzer Briefwechsel mit Einladung und Dankschreiben von Schweitzer. Büchners erstes Konzert mit dem Rundbogen im Jahr 1956 wurde der Ausgangspunkt für seine wachsende Spezialisierung auf das Werk Johann Sebastian Bachs.
In der Folge wurde Otto Büchner auch durch seine Aufnahme der Partiten d-Moll (mit der Chaconne) und E-Dur mit dem Rundbogen bekannt. Dieser ermöglicht es, die drei- und vierstimmigen Akkorde ohne Brechung zu spielen. Das ergibt einen in sich ruhenden, orgelähnlichen Klang und lässt die Linienführung aller Stimmen klar erkennen.
Die LP erschien 1973 bei Calig, im Jahr 1993 veröffentlichte das Label Conventus musicus aus Dettelbach eine Übertragung auf CD.
Rudolf Gähler: „Ein weiterer hervorragender Geiger, der sich des Rundbogens erfolgreich angenommen hatte, war Otto Büchner. ... Büchner hatte sich nach dem Muster des Schroederschen Bogens bei dem Bubenreuther Bogenmacher Köhler seine Rundbögen bauen lassen. Um einen besseren Halt für den Daumen und kleinen Finger zu haben, ließ er sich entsprechende Ringe im Froschbereich anbringen. Dies hatte jedoch keinen Einfluß auf die sonstige Funktionsweise seines Bogens.“
Otto Büchner: „Musikwissenschaftler streiten noch immer über den Rundbogen, aber mir geht es nicht um den historischen Bachbogen, sondern um das Klangbild, wie Bach es gewollt hat“.